# 常本秀幸
常本 秀幸（つねもと ひでゆき、1941年（昭和16年）11月18日 - ）は、日本の工学者、元地方公務員・実業家。工学博士（北海道大学）。元北見工業大学学長。北見工業大学名誉教授・信州大学教授。専門は、機械工学。

## 略歴
北海道旭川市出身。1964年（昭和39年）北海道大学工学部を卒業し、いすゞ自動車に入社。1975年（昭和50年）いすゞ自動車退職。1974年（昭和49年）北見工業大学工学部助教授。1983年（昭和58年）北見工業大学工学部教授。同学生部長。同保健管理センター所長。同副学長を経て、2002年（平成14年）北見工業大学7代学長に就任。2008年（平成20年）北見工業大学退官。信州大学工学部教授。信州大学監事に就任。

## 受賞歴
- 自動車技術会賞（1993年）[3]
- 瑞宝中綬章（2017年）[4]

## 著書
- デイーゼル機関から排出されるSOF成分の触媒による低減（文部省科学研究費補助金研究成果報告書）国立国会図書館所蔵
- 村山正と共著『自動車エンジン工学』（山海堂, 1997年）
- 村山正と共著『美しい地球を子孫に』（理工評論出版, 2004年）ISBN 4947616253
- 村山正と共著『自動車エンジン工学』（東京電機大学出版局, 2008年初版・2009年第2版）ISBN 9784501418205